# Romain Rolland
Romain Rolland (Clamecy, 1866. január 29. – Vézelay, Burgundia, 1944. december 30.) Nobel-díjas francia író.

## Életpályája
Közjegyző fiaként művelt családba született. Neveltetésére, taníttatására nagy gondot fordítottak szülei. Édesanyjának korai zenei ismereteit köszönheti. Már 11 éves korában írni kezdett szépirodalmi műveket. A család Párizsba költözött, hogy a gyermek jó középiskolába járhasson. Érettségi után bejutott az École Normale Supérieure-re, amely ma is Párizs elit egyeteme.
Irodalmat és történelmet tanult, ő volt az első, aki doktori disszertációját zenetörténetből írta, Jean-Baptiste Lully és Alessandro Scarlatti zeneszerzők életét, munkásságát dolgozta fel, ehhez volt szüksége a római ösztöndíjra (1889–1891). Rómában művészettörténeti ismereteit is gyarapította. Kapcsolatba került a német Malwida bárónővel, aki a művészeknek nagy pártfogója volt, az ő révén eljutott a Bayreuth-ba, a híres bajor városba.

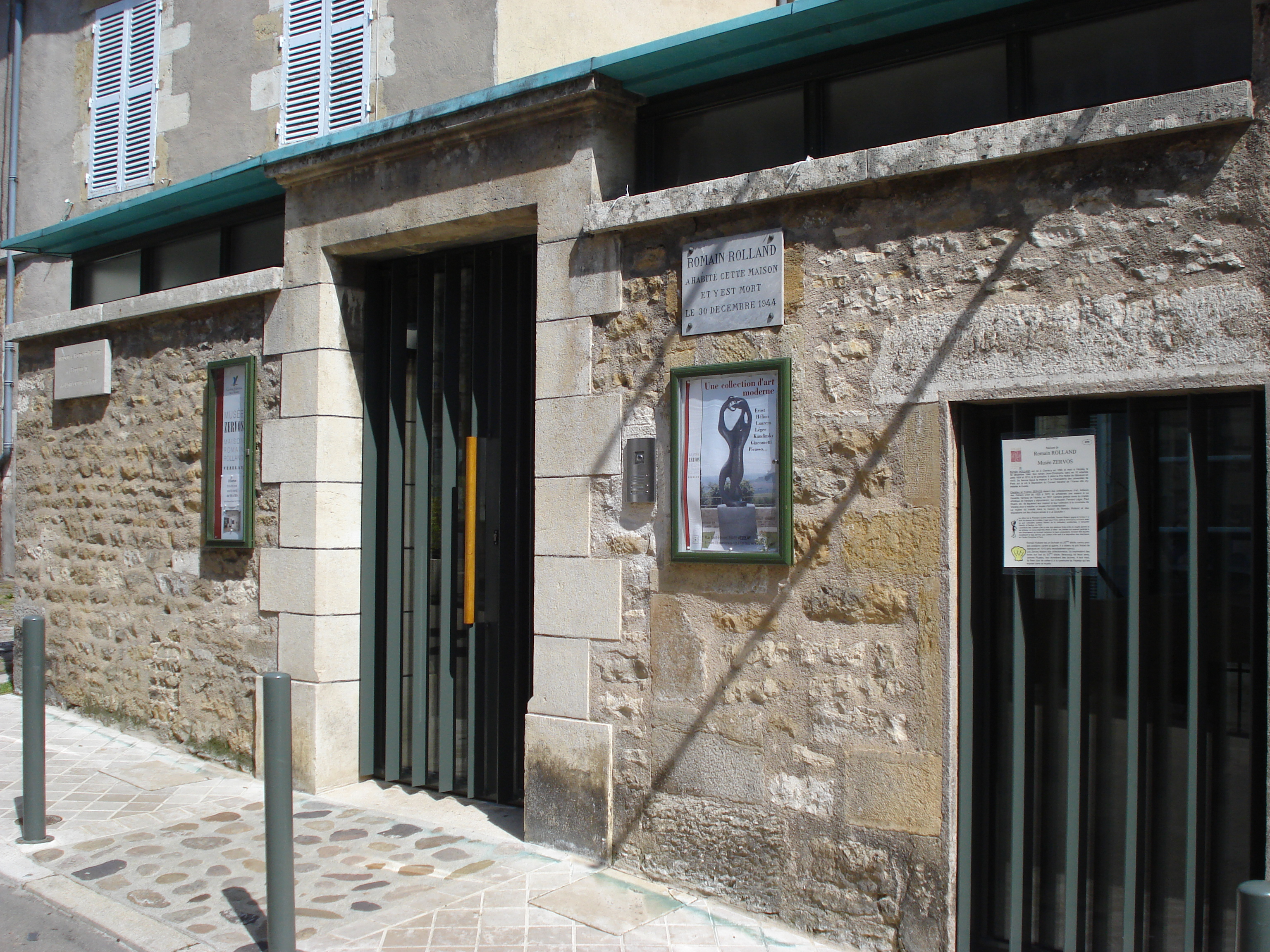
Lakóháza Vézelay-ban

1892-ben érkezett haza Párizsba, középiskolákban tanított, majd ő lett a zenetörténet oktatója a Sorbonne-on 1904-től 1912-ig. Rá is, mint annyi kortársára, hatással volt a Dreyfus-ügy. Ennek kapcsán Charles Péguy francia író, költő és esszéíróval kötött barátságot.
Nem egészen tíz évnyi gyermektelen házasság után, 1901-ben elvált feleségétől. A tömegekhez közel álló színház (Le Théâtre du Peuple) terve foglalkoztatta, s közben megírta Jean-Christophe című regényciklusát, amely 1904–1912 között jelent meg, egyből nagy sikere volt, és Európa-szerte ismertté tette az írót.

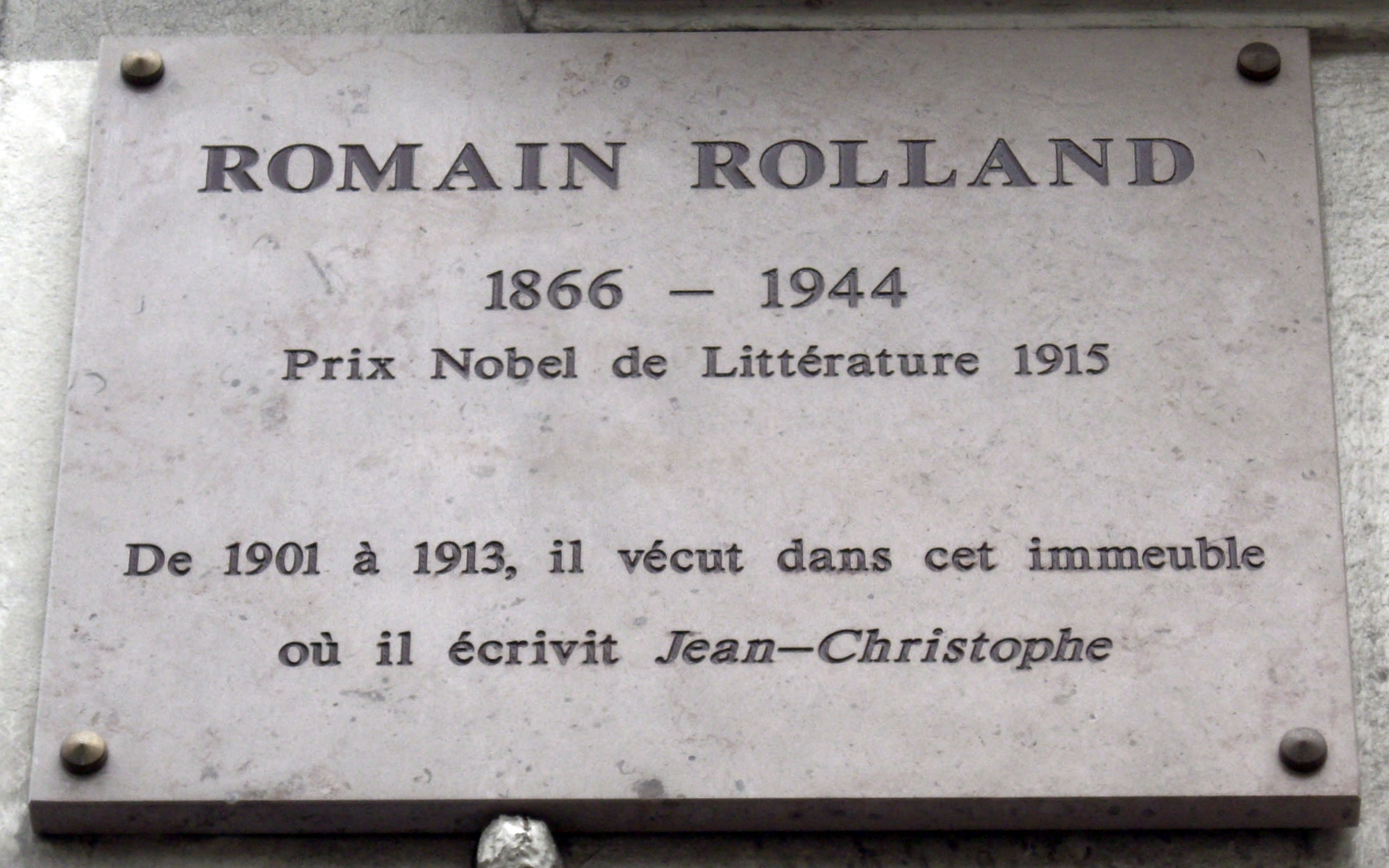
Emléktábla párizsi lakásának falán (XIV. kerület, boulevard du Montparnasse 162, Montparnasse városrész)

1914-ben, amikor kitört az első világháború, Romain Rolland hangoztatta pacifista nézeteit, helytelenítette a fiatal nemzedék lemészárlását, ezen nézeteinek röpiratban is hangot adott 1915-ben, a röpirat címe: Au-dessus de la Mélée (magyarul: A dulakodás fölött). Ettől fogva Romain Rolland az európai értelmiség körében az egyik humanista szellemi vezérnek számított. Stefan Zweig „A világ lelkiismeretének” nevezte. 1915-ben megkapta az irodalmi Nobel-díjat, amelyet azonnal a Vöröskeresztnek adományozott. Romain Rolland Nobel díja volt a világon a 14. irodalmi Nobel-díj.
Másik nagy regényciklusa az Elvarázsolt lélek (L'Âme enchantée) 1922–1933 között jelent meg, s így csatlakozott saját- és más írók nagy regényfolyamaihoz, amelyekből a korban egyre több látott napvilágot (mint például Roger Martin du Gard: A Thibault család című világhíres, Nobel-díjas regényciklusa, 1922–1937 között).
A 20. század fordulójától a nagy befolyást gyakorló folyóiratok is egyre szaporodtak, 1923-ban Romain Rolland megindította Europe c. nemzetközi kulturális folyóiratát a francia kommunista párt égisze alatt. Levelezett Makszim Gorkijjal, többször járt a Szovjetunióban, helyeselte a forradalmat, de a forradalmi erőszakot elvetette. Nagyon sokat vitatkozott Henri Barbusse-szal.
Mindig megmaradt a polgári humanizmus (szabadság, egyenlőség, testvériség) talaján, hirdette a francia–német barátság eszményét, de szembeszállt a hitleri nácizmussal. Franciaország német megszállását vidéken vészelte át, 1938-tól haláláig Vézelay-ban élt, nem sokkal Franciaország felszabadulása után halt meg.
Leginkább drámáiban kereste a választ az agonizáló Európa politikai, történelmi, társadalmi kérdéseire. Az 1789-es francia forradalomból merítette drámai ciklusának (Le 14 Julliet/Július 14.) témáit. Legtöbbet játszott drámája a Le Jeu de l'amour et de la mort/A szerelem és a hálál játéka (1925) című, amelyben egy forradalmat igenlő tudós maga is a forradalom áldozatává válik.
Regényciklusaiban a művészsors konfliktusai kaptak fő szerepet, életrajzi (Händel, Beethoven, Tolsztoj, Michelangelo) regényeit a hőskeresés mítosza jellemezte. India humanista hagyományait Mahátma Gandhiról (1923) írt monográfiájában dolgozta fel.
A két világháború közt Romain Rolland egyike volt Európa legtiszteltebb embereinek, olvasóival óriási levelezést folytatott. Hazánkban az 1920-as években volt legnépszerűbb a magyarországi francia filológusok, köztük Benedek Marcell színvonalas ismeretterjesztői és fordítói tevékenysége által. Az 1956-os forradalom bukását követő konszolidáció idején reneszánszát élte hazánkban a Romain Rolland művek kiadása. A rendszerváltás után egy reprint (Michelangelo) kötet jelent meg.

## Életművéről
„Filozófus, író, drámaíró, esszéista és egyike a huszadik század nagy misztikusainak. Mélyen benne élt korának főbb spirituális, társadalmi és politikai eseményeiben, míg kivételes írói becsületessége az emberiség iránti szeretetéből fakadt. Monumentális regényéért, a Jean Christophe-ért – amely egy teremtő zenei géniusz felejthetetlen eposza, azé, aki tele van nemességgel, bátorsággal, költészettel, s akit az élet szeretete inspirált –, valamint az Ütközet fölülről-ért – amely szenvedélyes felhívás Franciaországhoz és Németországhoz, hogy az első világháború során vívott harcukban tiszteljék az igazságot és a humanitást –, 1915-ben Irodalmi Nobel-díj-jal tüntették ki. Számos nagy művében feltárja mély spiritualizmusát és őszinte pacifizmusát, valamint olyan csodálatos kinyilatkozásaiban, mint a Beethoven élete, Michelangelo élete és a Mahátma Gandhi. Romain Rolland volt az aki egész életében harcolt azért, hogy előmozdítsa az emberek közötti testvériséget és a népek közötti békét. Mindezt olyan kitűnő irodalmi műveken keresztül valósította meg, amiért számtalan barátja örökké hálás. 1928-ban, miután mélyen meghatotta az Esszénus Béke Evangélium, Edmond Bordeaux Székellyel együtt megalapította a Nemzetközi Biogenikus Társaságot, hogy annak Krédója szerint »mobilizálja az Élet összes erőit, a halál erőivel szemben«.”

## Magyarul

### 1944-ig
- Haendel; ford. Benedek Marcell; Budapest, 1910
- Beethoven élete; ford. Mikes Lajos; Athenaeum, Bp., 1911 (Modern könyvtár)
- Jean-Christophe. Regény; Athenaeum, Bp., 1919–1922
  - Az ifjú; ford. Zolnai Béla; 1919
  - Antoinette; ford. Karinthy Frigyes; 1922
  - A piaci vásár; ford. Zolnai Béla; 1922
  - A ház; ford. Gyergyai Albert; 1922
- Jean Christophe Párisban. A piaci vásár; ford. Rózsa Géza; Kultúra, Bp., 1919 (A Kultúra regénytára)
- Jean Christophe Párisban. Antoinette; ford. Rózsa Géza; Kultúra, Bp., 1919 (A Kultúra regénytára)
- Jean Christophe Párisban. Egy párisi ház; ford. Rózsa Géza; Kultúra, Bp., 1919 (A Kultúra regénytára)
- A farkasok. Forradalmi dráma; ford. Teleki Jenő; Thalia, Bp., 1919
- Jean-Christophe. Regény; Athenaeum, Bp., 1919–1924  
  - 1. A hajnal; ford. Zolnai Béla; 1919
  - 2. A virradat; ford. Aranyossy Pál; 1919
  - 3. Az ifjú; ford. Zolnai Béla; 1919
  - 4. A lázadás; Zolnai Béla; 1920
  - 5. A piaci vásár; ford. Zolnai Béla; 1922
  - 6. Antoinette; ford. Karinthy Frigyes; 1923
  - 7. A ház; ford. Gyergyai Albert; 1924
  - 8. Az út vége I. A barátnők; ford. Zolnai Béla; 1923
  - 9. Az út vége II. Az égő csipkebokor; ford. Kosáryné Réz Lola; 1924
  - 10. Az út vége III. Az új nap; ford. Kosáryné Réz Lola; 1924
- Colas Breugnon; ford. Komor Zoltán; Dante, Bp., 1920 (Halhatatlan könyvek)
- Danton. Forradalmi dráma; ford. Sebestyén Károly; Athenaeum, Bp., 1920
- Az égő csipkebokor. Az eredeti teljes szöveg és hű magyar fordítása; ford. Király György; Lantos, Bp., 1921 (Kétnyelvű klasszikus könyvtár)
- Michelangelo élete; ford. Éber László; Révai, Bp., 1920 (Mesterművek. Révai)[2]
- Beethoven élete; ford. Cserna Andor; Rózsavölgyi, Bp., 1920
- Eljő majd az idő. Dráma; ford. Papp Dezső; Athenaeum, Bp., 1921 (Színházi könyvtár)
- Páris zenéje. Tanulmány; ford. Fodor Gyula; Athenaeum, Bp., 1922 (Modern könyvtár)
- Viharvirág; ford. Laczkó Géza; Kultúra, Bp., 1922
- Tolsztoj gróf élete; ford. Benedek Marcell; Kultúra, Bp., 1922 (Kultúra Könyvtár)
- Clerambault. Egy szabad lelkiismeret története a háború alatt; ford. Benedek Marcell; Minerva, Wien–Leipzig, 1923
- Zenei miniatűrök; ford. Benedek Marcell; Dante, Bp., 1924 (Műveltség)
- Mahátmá Gandhi; ford. Benedek Marcell; Dante, Bp., 1924 (Halhatatlan könyvek)
- Az elvarázsolt lélek, 1-2.; ford. Benedek Marcell; Dante, Bp., 1924–1929 (Halhatatlan könyvek)
  - 1. Anette és Szilvia; ford. Benedek Marcell; Dante, Bp., 1924 (Halhatatlan könyvek)
  - 2. A nyár; ford. Benedek Marcell; Dante, Bp., 1925 (Halhatatlan könyvek)
  - 3. Anya és fiú; ford. Benedek Marcell; Dante, Bp., 1929 (Halhatatlan könyvek)
- Haendel; ford. Benedek Marcell; Dante, Bp., 1925 (Halhatatlan könyvek)
- A szerelem és a halál játéka; ford. Kállay Miklós; Genius, Bp., 1925
- Zenei miniatűrök. 2. sorozat; ford. Benedek Marcell; Dante, Bp., 1927 (Műveltség)
- Liluli; ford. Hugai Ferenc; Hugai-Iskola, Gyöngyös, 1927
- Beethoven. A nagy teremtő korszakok. Az Eroica-tól az Appassionata-ig; ford. Benedek Marcell; Dante, Bp., 1929
- Goethe és Beethoven; ford. Benedek Marcell; Dante, Bp., 1931 (A modern regény klasszikusai)
- Az elvarázsolt lélek, 1-2.; ford. Benedek Marcell; Dante, Bp., 1933 (Halhatatlan könyvek)
- A vajúdás; ford. Benedek Marcell; Dante, Bp., 1934 (Halhatatlan könyvek)
- Berlioz; ford. Lakatos László; Kultúra, Bp., 1935 (Kultúra Könyvtár)
- A hírnök. Egy világ halála; ford. Benedek Marcell; Dante, Bp., 1938 (Halhatatlan könyvek)

### 1945–
- Colas Breugnon. Regény; ford. Jankovich Ferenc; Révai, Bp., 1950
- Colas Breugnon. Regény; ford. Jankovich Ferenc, bev. Dobossy László; 2., átdolg. kiad.; Szépirodalmi, Bp., 1954
- Jean Christophe gyermekévei; ford., átdolg. Réti Laura, bev. Benedek Marcell; Móra, Bp., 1957
- Július 14. Színmű; ford., utószó Benedek Marcell; Európa, Bp., 1957 (Világirodalmi kiskönyvtár)
- Ludwig van Beethoven; ford. Cserna Andor, jegyz., átdolg., kieg. Bartha Dénes; Bibliotheca, Bp., 1958 (Kis zenei könyvtár)
- Jean-Baptiste Lully; ford. Benedek Marcell, bev. Szabolcsi Bence; Gondolat, Bp., 1959 (Kis zenei könyvtár)
- Zenei utazások a múlt birodalmában; ford. Benedek Marcell; Zeneműkiadó, Bp., 1960
- Napló a háborús évekből 1914–1919. Válogatás; vál., ford. Benedek Marcell, bev., jegyz. Dobossy László; Gondolat, Bp., 1960 (Auróra)
- Eljő majd az idő. Dráma; ford., utószó Bajomi Lázár Endre; Európa, Bp., 1960 (Világirodalmi kiskönyvtár)
- A nép színháza; ford., bev., jegyz. Sz. Szántó Judit; Színháztudományi Intézet, Bp., 1961 (Korszerű színház)
- Pierre és Luce; ford. Rónay György, utószó Szávai Nándor; Magyar Helikon, Bp., 1961
- Zenei miniatűrök, 1-2.; ford. Benedek Marcell; Gondolat, Bp., 1961 
  - Hajdani muzsikusok
  - Jelenkori muzsikusok
- Jean-Christophe; ford. Benedek András; Szlovákiai Szépirodalmi Kiadó, Bratislava, 1962 (Helikon klasszikusok)
- Romain Rolland levelei Czeke Mariannehoz a Magyar Tudományos Akadémia Könyvtárában; szerk. Sáfrán Györgyi, ford. Benedek András nyomán Lakatosné Poltzer Ágota, bev., franciára ford. R. Szilágyi Éva, sajtó alá rend. Lakatos András; MTA Könyvtár, Bp., 1966 (A Magyar Tudományos Akadémia Könyvtárának közleményei)
- Robespierre. Dráma; ford. Dániel Anna; Magyar Helikon–Európa Bp., 1966
- Lully, Gluck, Grétry; ford. Benedek Marcell, Lully-tanulmány előszó Szabolcsi Bence, Lully-tanulmány függelék Eösze László, Gluck-, Grétry-tanulmány függelék Takács Ágnes; Gondolat, Bp., 1981 (Zenei kiskönyvtár)

## Drámái (válogatás)
- Szent Lajos
- Eljő majd az idő
- A farkasok
- A szerelem és a halál játéka (1925)
- Danton
- Robespierre

## Levelezése
- Romain Rolland levelei Czeke Marianne-hoz a Magyar Tudományos Akadémia Könyvtárában / közli Sáfrán Györgyi; Benedek András fordításának felhasználásával magyarra ford. Lakatosné Poltzer Ágota, a bevezetést franciára ford. R. Szilágyi Éva, sajtó alá rend. Lakatos András; Budapest, MTA Könyvtár, 1966, 195 p. (A Magyar Tudományos Akadémia Könyvtárának közleményei, 48.)